# Ormocerus americanus
Ormocerus americanus är en stekelart som beskrevs av Dzhanokmen och Grissell 2003. Ormocerus americanus ingår i släktet Ormocerus och familjen puppglanssteklar. Inga underarter finns listade i Catalogue of Life.